# Uroglaux dimorpha
Uroglaux dimorpha é uma espécie de ave estrigiforme pertencente à família Strigidae.